# Ассман, Уго
Уго Ассманн (порт. Hugo Assmann; 1933—2008) — бразильский теолог, философ и социолог. В качестве католического богослова разрабатывал заданные Вторым Ватиканским собором направления и стал одним из основоположников теологии освобождения (наряду с Густаво Гутьерресом, Леонардо Боффом и другими) — радикального направления христианской мысли левого толка, зародившегося в странах Латинской Америки. Считается лидером социологического направления в «теологии освобождения», его нередко относят и к представителям «философии освобождения».

## Биография
Ассманн родился 22 июля 1933 года в Венансиу-Айрес, Риу-Гранди-ду-Сул, Бразилия. Он изучал философию в Центральной семинарии Святого Леопольда (1951—1960) и богословие в Папском Григорианском университете в Риме (1954—1958). Ассманн также занимался социологией у себя на родине и в Университете Гёте во Франкфурте (ФРГ). Лиценциат (кандидат) наук в области социальных наук, он был также рукоположен в священники и получил докторскую степень по богословию Папского Григорианского университета в Риме.
Вернувшись в Бразилию, Ассман поселился в Порту-Алегри, где был викарием прихода Богоматери Монтсеррат и учителем в семинарии Виаман. Затем был преподавателем Института теологии образования и Катехизического пастырского института в Сан-Паулу. В этот период его работа развивалась вокруг теологии развития.
С военным переворотом в Бразилии и установлением реакционного режима Ассман стал мишенью репрессий и после 1968 года покинул страну. Первоначально перебрался в Германию по приглашению иезуита Карла Ранера и Иоганна Баптиста Меца, некоторое время (1969—1970) работал в Мюнстерском университете (Германия), преподавая дисциплину «Латиноамериканское богословие». Затем по приглашению ещё одного члена иезуитского ордена Хуана Луиса Сегундо отправился в Уругвай, где вёл курс «Социальная этика», а следом — в Боливию и Чили, где при власти были правительства левой ориентации (Хуана Хосе Торреса и Сальвадора Альенде соответственно), однако его пребывание и там, и там было прервано новыми правыми военными переворотами (Уго Бансера и Аугусто Пиночета). В 1971—1973 гг. — секретарь Исследовательского института «Церковь и общество Латинской Америки» (Iglesia y Sociedad en America Latina). Также в Чили он был советником по теологии движения «Христиане за социализм».
В этот период он разрабатывал размышления о теологии революции. В 1970 году он опубликовал книгу «Теология освобождения» (на год раньше, чем одноименное сочинение Густаво Гутьерреса), в 1973 году — «Теологию и практику освобождения» (Teologia desde la praxis de la Libertacion), что, по словам Энрике Дусселя, ознаменовало его переход к теологии освобождения. В своих трудах в систематической форме представил очерк данной теологии, определил её метод, цели и задачи, а также отличие от других концепций новой теологии (теологии надежды, теологии революции и т. д.).
После падения Альенде Ассман отправился в Коста-Рику, где стал профессором отделения журналистики университета в Сан-Хосе и вместе с Францем Хинкеламмертом и Пабло Ришаром занимался тематикой взаимоотношений между теологией и экономикой в основанном ими отделении (департаменте) экуменических исследований (DEI), ставшем одним из ведущих центров теологии освобождения. В работе DEI принимали участие Эрнесто Карденаль, Фернандо Карденаль, архиепископ Оскар Ромеро, Энрике Дуссель Серхио Рамирес и Густаво Гутьеррес. В Коста-Рике он принимал таких своих соотечественников, как Лула да Силва, Фрей Бетто, Паулу Фрейре. Публиковался об американском империализме в соавторстве с Теотониу дус Сантусом, Ноамом Хомским и другими.
Вернувшись в Бразилию в начале 1980-х, он работал профессором философии образования и коммуникации в Методистском университете Пирасикабы. Ассман также участвовал в основании Экуменической ассоциации богословов третьего мира и Бразильского общества теологии и религиоведения.
Ассман умер 22 февраля 2008 года в Пирасикабе, Сан-Паулу. Коллекция его работ (книги и журналы) была пожертвована его семьёй экуменической библиотеке Методистского университета Сан-Паулу (UMESP).

## Идеи
Мысль Ассманна была сосредоточена не на догматических вопросах, а на практиках освобождения. Его работы носят строго междисциплинарный и экуменический характер, переходя между экономикой, социальными науками, коммуникациями и педагогикой. Ассманн был одним из первых теологов, которые использовали категории социальных наук в богословском дискурсе.
Основанные на анализе социально-политической ситуации в странах Латинской Америки 1960-х и 1970-х труды Ассмана опираются в нём на (нео)марксизм; в частности, на критическую теорию Франкфуртской школы, например, Герберта Маркузе, а также на его латиноамериканский революционный извод (одновременно отвергая «реформизм промосковских коммунистических партий»). При этом для Ассмана, как и для Гутьерреса, марксизм представляет теорию социального развития, которой не обладает христианство — и которую оно может и должно использовать.
Социальная теория Ассмана построена вокруг оппозиции «зависимость-освобождение». Выделяя в понятии «освобождение» три значения (политическое, философское и теологическое), Ассман вкладывает в последнее из них не чисто «теологические спекуляции» по поводу революционных преобразований, а теологическое обоснование конкретной — марксистской — практики.
Основные задачи «теологии освобождения», по Ассману, заключаются в: 1) восстановлении истинного смысла христианства на основе ветхозаветной трактовки спасения как освобождения; 2) наполнении христианских терминов социально-политическим содержанием, соответствующим современному праксису, что предполагает историчность теологии (на каждом этапе у неё собственная социальная почва и вполне определенное идеологическое основание, поэтому не существует «теологии вечных истин»).
Ассманн также критически относился к теологическим предпосылкам либерального капитализма и рыночного абсолютизма («идолопоклонства перед рынком», которое, по его мнению, требует человеческих жертв). Посвятив свою жизнь борьбе с бедностью и исключением, он призывал церковь и общество поддержать эту борьбу.

## Труды
- Teología desde la praxis de la liberación (1973)
- Marx, K & Engels, F., Sobre la religión (1979)
- A trilateral. A nova fase do capitalismo mundial (1986)
- A idolatria do mercado. Um ensaio sobre economia e teologia. Petrópolis: Vozes (1989). En español: La Idolatría del Mercado, Departamento Ecuménico de Investigaciones.
- Clamor dos pobres e «racionalidade» econômica, São Paulo (1990)
- Desafios e falácias. Ensaios sobre a conjuntura atual (1991)
- Crítica à lógica da exclusão. Ensaios sobre economia e teologia (1994)
- Reencantar a educação: rumo à sociedade aprendente. Petrópolis:Vozes (2003)
- Competência e Sensibilidade solidária: Educar para a Esperança, con Jung Mo Sung (2000)
- Curiosidade e prazer de aprender. (2004)
- Redes digitais e metamorfoses do aprender, con Rosana Pereira Lopes, Rosemeire Carvalho do Amaral Delcin, Gilberto Canto y Getúlio de Souza Nunes (2005)
- Deus em nós: o reinado de Deus que acontece no amor solidário aos pobres, con Jung Mo Sung (2010)